# ولپدو
وُلپدو (به ایتالیایی: Volpedo) یک کومونه در ایتالیا است که در استان آلساندریا واقع شده‌است.

## خصوصیات
ولپدو ۱۰٫۶ کیلومترمربع مساحت و ۱٬۲۳۶ نفر جمعیت دارد و ۱۸۲ متر بالاتر از سطح دریا واقع شده‌است.